# Grant (Iowa)
Grant – miasto w Stanach Zjednoczonych, w stanie Iowa, hrabstwie Montgomery. Zgodnie ze spisem statystycznym z 2000 roku, miasto liczyło wtedy 102 mieszkańców.